# Peeter Tarvel

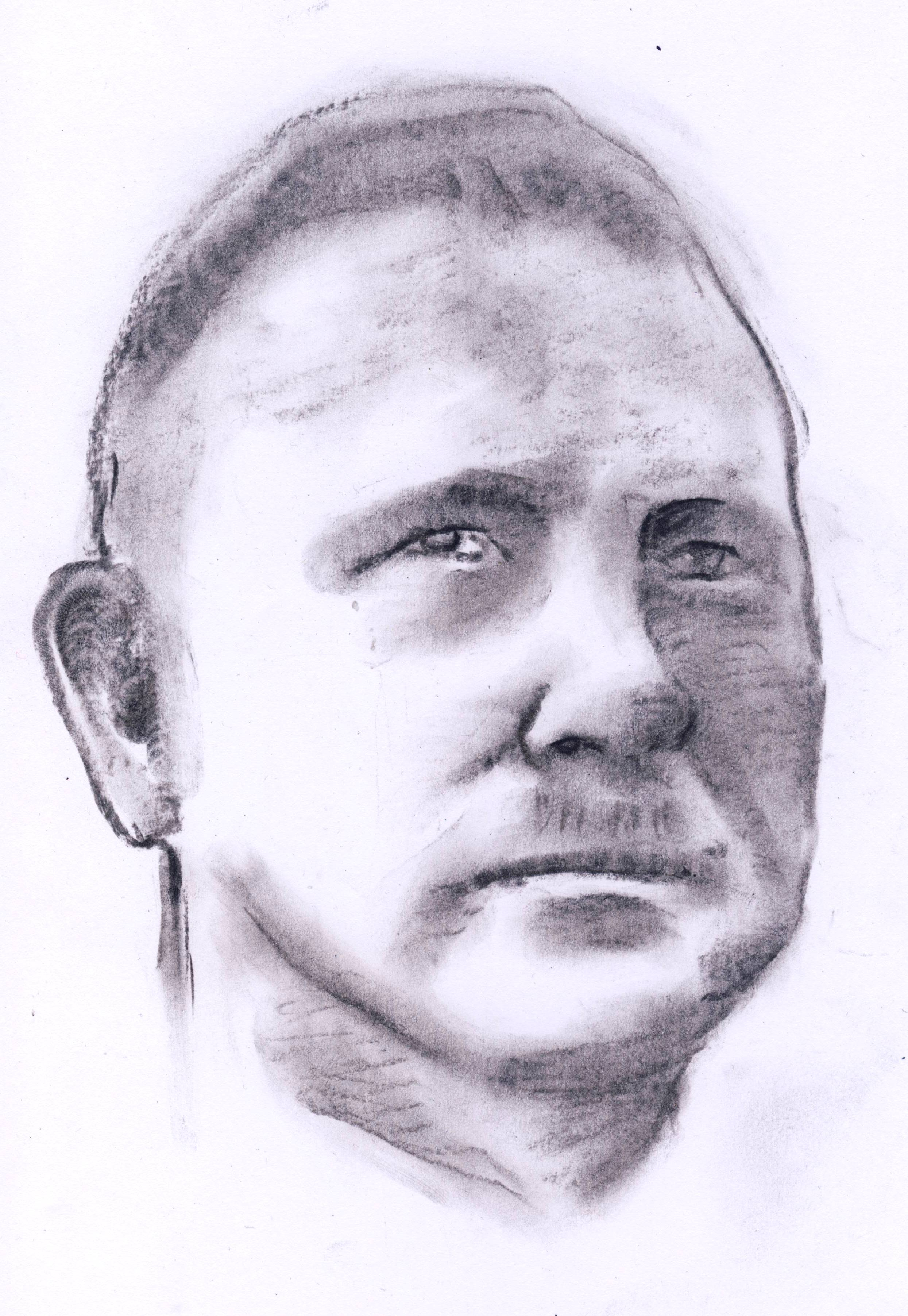
Peeter Tarvel

Peeter Tarvel (bis 1935 Peeter Treiberg, * 29. Junijul. / 11. Juli 1894greg. in Koduvere, heute Metsiku, Landgemeinde Haljala, Kreis Lääne-Viru; † 19. Oktober 1953 in Omsk) war ein estnischer Historiker und Politiker.

## Leben
Tarvel schloss 1913 das Nikolaigymnasium in Tallinn mit der Goldmedaille ab und nahm danach sein Geschichtsstudium an der Kaiserlichen Universität Dorpat auf. Nach nur einem Semester wechselte er jedoch an die Universität von Sankt Petersburg, wo er im Februar 1914 angenommen wurde. Infolge der bolschewistischen Machtübernahme 1917 war eine Fortsetzung des Studiums in Petrograd jedoch nicht mehr möglich, sodass Tarvel ohne Studienabschluss zurück nach Estland ging. Hier lebte er in Rakvere und half im Winter 1917/1918 mit beim Aufbau einer Volkshochschule.
Nach dem Freiheitskrieg, an dem er in der Lehrerkompanie teilnahm, ging er 1919 nach Tartu, wo er am dortigen Lehrerseminar Geschichte, Gesellschaft und Philosophie unterrichtete. Parallel dazu absolvierte er die notwendigen Examina an der Universität Tartu und reichte eine Kandidatenarbeit über die Französische Revolution ein, mit der er 1921 Candidatus historiae wurde. Unmittelbar im Anschluss daran begann seine Lehrtätigkeit an der Universität, zunächst in verschiedenen Positionen, ab 1936 als ordentlicher Professor für Geschichte. Damit stieg er auf zum „führende[n] estnische[n] Historiker an der Universität Tartu.“
Nach der Sowjetisierung Estlands wurde Tarvel, der als Mitglied der Sozialistischen Arbeiterpartei bekannt für seine linksgerichteten Ansichten war, zunächst im Dezember 1940 zum Lehrstuhlleiter und im Januar 1941 zum Dekan der historisch-philologischen Fakultät ernannt. Nach dem deutschen Überfall auf die Sowjetunion und der deutschen Besatzung von Estland wurde er jedoch entlassen und im Spätsommer 1941 für einige Monate von den Deutschen inhaftiert. Nach dem Ende des Krieges in Estland und der Wiedereingliederung Estlands in die Sowjetunion wiederholte sich Tarvels Schicksal: Zunächst wurde er wieder eingesetzt als Lehrstuhlleiter und stellvertretender Dekan, aber im Mai 1945 wurde er von den Sowjets inhaftiert. Im Dezember 1946 wurde er ins Arbeitslager Workuta geschickt, wo er die Zeit von 1947 bis 1950 verbrachte. Nachdem im März 1949 auch seine Frau und Tochter deportiert worden waren, konnte sich Tarvel im Mai 1950 mit diesem Teil seiner Familie in Sibirien wiedervereinigen. Bereits 1951 starb seine Frau jedoch, 1953 gelang es ihm, eine Stelle als Deutschlehrer in Omsk zu finden, wo er jedoch bald darauf an einer Bauchfellentzündung verstarb. Seine Tochter konnte im Februar 1956 nach Estland zurückkehren.
Der Historiker Enn Tarvel ist sein Neffe.

## Werk
Tarvels Forschungsschwerpunkt lag auf der Französischen Revolution, ferner beschäftigte er sich mit der deutschen und englischen Geschichte. Eine Nebenlinie bildeten einige Arbeiten zur Geschichte Tartus.
Als politisch und gesellschaftlich aktive Person engagiert er sich bei zahlreichen Gesellschaften und Vereinigungen. Kurzzeitig nahm er als Abgeordneter auch an der parlamentarischen Arbeit teil, er war Mitglied des I. und des II. Riigikogu.

## Schriften (Auswahl)
- Jakobiinid ja jakobinism tähtsamate Prantsuse rewolutsiooni uurijate walgustusel. Tartu: [Tartu Ülikool] 1920. 310 S.
- Kõige uuem aeg: 1789–1914. Tallinn: Varrak 1921. 107 S.
- Tartu ajalugu XVII ja XVIII sajandil (aa. 1625–1800). Tartu: [s.n.] 1926. 63 S.
- Prantsuse revolutsiooni historiograafia ülevaade. Tartu: s.n. 1925. 39 S.
- Jooni Robespierre'ist kui isiksusest ja kui poliitikust. Tartu: [s.n.] 1932. 27 S.
- Thomas Müntzer. Aatlejana ja võitlejana. Tartu: [s.n.] 1935. 46.
- Demokraatia liigitusest uusima ajaloo valguses. Tartu: [s.n.] 1939. 41 S.
- J. Tõnissoni rahvuspoliitilisi vaateid. Tartu: P. Tarvel 1939. 54 S.
- Võim kui ühiskondliku arengu tegur. Tartu: [s.n.] 1940. 34 S.
- Imperialism kui uusima ajaloo periood. Tartu: [s.n.] 1940. 24 S.

## Sekundärliteratur
- Jüri Kivimäe: Peeter Tarveli elu ja töö, in: Akadeemia 9/1989, S. 1913–1941; 1/1990, S. 73–110.
- Peeter Tarveli kirjad Siberist, in: Looming 10/1989, S. 1978–1998.